# Боланжерит
Боланжерит је минерал са хемијском формулом 5411. Име је добио 1837. године по француском рударском инжињеру Шарлу Боланжеру (фр. Charles Boulanger). Боланжерит је метално сив моноциклични кристал.